# 露叶茅膏菜 (杂志)
《露叶茅膏菜》（Das Taublatt）为德国食虫植物协会的正式刊物。其内容包括园艺信息、实地考察报告及新类群描述。其创刊于1984年。其为全彩，每期约52页。

## 类群描述
《露叶茅膏菜》曾发表了无毛太阳瓶子草（Heliamphora glabra）、美丽太阳瓶子草（H. pulchella）、曼塔靈阿漢山豬籠草（Nepenthes mantalingajanensis）和绿猪笼草（Nepenthes viridis）的正式描述。三种捕蝇草栽培品种也首次发表于该杂志：绿龙捕蝇草、荷兰红捕蝇草和深红捕蝇草。

## 扩展阅读
- （德文）官方网站